# Непреступная забывчивость
«Непреступная забывчивость» — магнитоальбом советской рок-группы «ДК», выпущенный в 1988 году. Альбом был записан в декабре 1987 года на 2-й студии «АНТРОП», принадлежавшей Алексею Вишне. Данный альбом включён в сводку «100 магнитоальбомов советского рока» Александра Кушнира, наравне с альбомами «Лирика» и «Дембельский альбом».
Альбом был записан в Ленинграде, в отличие от всех предыдущих магнитоальбомов «ДК», записанных в Москве. Записан был альбом двумя людьми — Сергеем Жариковым (вокал, тексты, музыка) и Алексеем Вишней (вокал, гитары, синтезатор, музыка). В альбом были включены «архивные» записи ДК с участием первого вокалиста группы — Евгения Морозова, а также с участием Виктора Клемешева и Сергея Летова («Матросская песня», не вошедшая в альбом «ДМБ-85»).

## История
По существу, данный альбом является практически сольной работой Сергея Жарикова, в которой ему помогал Алексей Вишня. Вначале планировалось записать несколько вещей, требующих многократного сведения, для чего требовалось более-менее приличная студия. Однако Вишня настоял, чтобы «у него на студии был записан оригинальный альбом ДК целиком».

«В Ленинграде я был главным фанатом «ДК». Когда я впервые их услышал и увидел Жарикова, я просто ошалел. Это был какой-то выстрел. Может, это были самые яркие впечатления в моей жизни — настолько я влюбился в него тогда, мальчишеской, сумасшедшей любовью. Я мог часами слушать рассуждения Жарикова — они меня развивали. Это был единственный человек, с которым я переписывался. У меня было полное собрание сочинений «ДК». В Ленинграде ничего подобного не было никогда».
— вспоминает Вишня.
В записи альбома традиционно использована музыка «разных времен и разных народов»: от якутского фольклора до мотивов The Beatles. В текстах присутствует множество цитат самого различного происхождения: от советских генсеков до Бориса Гребенщикова — словом, всех элементов современной мифологии. Примечательно, что на этом альбоме Жариков сам исполнил многие вещи, не ограничиваясь одним только традиционным зачитыванием собственных стихов. Впрочем, местами можно услышать и пение Алексея Вишни, который также приобщил к работе над альбомом свою жену Елену — ей принадлежит вокал в песне «Один и тот же сон».

## Концепция альбома
Альбом «Непреступная забывчивость», является зеркалом перестроечной эпохи.
Начальная композиция «Ветер перемен» иронически обыгрывает дух предстоящих перемен, песня «Родом из Октября» является своеобразным гимном Перестройки, песни «Волосатая битла» и «Новый день» высмеивают огромное количество рок-групп, существовавших в то время в Советском Союзе.
Атмосфера альбома периодически меняется. С одной стороны, Жариков нагнетает мрак и беспросветную тоску — в особенности, когда читает стихотворение «Му-му» — но в то же время разбавляет эту атмосферу песней «Миссис Розенблюм», содержащей чёрный юмор. Композиция «Москвичка» вызывает у слушателя ностальгические чувства, а блюз «Сектор Газа» — чувство тревоги и ощущение того, что в страну проникли враги, которые никому таковыми не кажутся.
Таким образом, альбом описывает «перестройку» с разных точек зрения, и представляет слушателю многогранное и глубокое отражение оной.

## Наследие и влияние
Песня «Сектор Газа» не только дала название одноименной группе, но и вдохновила этих музыкантов на творчество, истоки которого идут из «ДК». Реанимированная «Летка-енька» вновь стала модной. Кроме того, этот альбом положил основу целому направлению в русском роке, в русле которого работали Лаэртский, «ХЗ», «Гражданская оборона», «Коммунизм», а также множество других, не менее известных андеграундных исполнителей.

## Отзывы
Первым слушателем нового альбома «ДК» был Андрей Тропилло, который заявил Вишне:

Будем считать, что это твоя, Вишня, инициатива на твоей, Вишня, студии. На обложке не должно быть никакого АНТРОПа.
Рок-критик Сергей Гурьев в своей программной статье «Bedtime For Democracy » сказал об альбоме следующее:

 «Непреступная забывчивость» Жарикова, на мой взгляд, один из самых зловещих альбомов, которые кто-либо когда-либо писал. На нём записана мало кем замеченная вещь «Сыграни мне, братан, блюзец», чем-то похожая на стон раненой гиены. Переслушайте её — это, наверное, единственная в истории «ДК» вещь, где Жариков открыт, как он есть. Это очень, без дураков, жутко. В шкуре подобного существа вряд ли кто согласился бы оказаться».

## Создатели альбома
- Автор концепции, текстов музыки и исполнитель — Сергей Жариков
- Исполнитель некоторых композиций — Алексей Вишня
- Художник — Ольга Померанцева
- Продюсер — Сергей Жариков
- Вокал в песне «Один и тот же сон» — Елена Вишня

## Список композиций
Все тексты написаны Сергеем Жариковым, вся музыка написана Сергеем Жариковым и Алексеем Вишней (за исключением песни «Один и тот же сон», где использована музыка Владислава Шпильмана из польской песни «Tych lat nie odda nikt» в исполнении Иреной Сантор, и «Волосатая битла», где в качестве инструментала используется «Cry for a Shadow» группы The Beatles).
| №   | Название                                                  | Исполнитель | Длительность |
| --- | --------------------------------------------------------- | ----------- | ------------ |
| 1.  | «Ветер перемен»                                           | А.Вишня     | 3:11         |
| 2.  | «Родом из Октября»                                        | А.Вишня     | 2:30         |
| 3.  | «Кочет»                                                   | С.Жариков   | 0:26         |
| 4.  | «Один и тот же сон»                                       | Елена Вишня | 1:24         |
| 5.  | «Ням-ням»                                                 | Е.Морозов   | 1:57         |
| 6.  | «Летка-енька»                                             | А.Вишня     | 2:34         |
| 7.  | «Му-му»                                                   | С.Жариков   | 2:42         |
| 8.  | «Миссис Розенблюм»                                        | С.Жариков   | 5:20         |
| 9.  | «Непреступная забывчивость» (инструментальная композиция) |             | 2:41         |
| 10. | «Рыба и овощи» (фрагмент записи радиоспектакля)           |             | 0:29         |
| 11. | «Москвичка»                                               | С.Жариков   | 2:27         |
| 12. | «Новый день»                                              | А.Вишня     | 4:47         |
| 13. | «Волосатая битла»                                         | А.Вишня     | 3:46         |
| 14. | «Сектор Газа»                                             | С.Жариков   | 6:03         |
| 15. | «Все впереди»                                             | С.Жариков   | 1:40         |
| 16. | «Матросская песня»                                        | В.Клемешев  | 2:38         |